# Regenschurft
Regenschurft is een huidontsteking bij paarden veroorzaakt door de bacterie Dermatophilus congolensis. Deze bacterie kan de intacte huid van het paard niet besmetten, maar besmet wel de beschadigde delen van de huid.  